# مولي أمازونية
مولي أمازونية (الاسم العلمي: Poecilia amazonica) هو نوع من الأسماك يتبع جنس المولي من فصيلة البكيلليات.